# Waldhausen im Strudengau
Waldhausen im Strudengau è un comune austriaco di 2 903 abitanti nel distretto di Perg, in Alta Austria; ha lo status di comune mercato (Marktgemeinde).